# Simon-Onésime Adnès
Simon-Onésime Adnès, né à Charleville le 15 août 1780 et mort à Douai le 29 septembre 1820, est un mécanicien, fils de Pierre-Onésime Adnès. Il rentre en France en l'an X. Devenu chef mécanicien et contremaître dans des filatures de coton, d'abord à Gisors et ensuite à Douai jusqu'en 1814. Il avait formé un établissement à Douai.